# Lukas Klapfer
Lukas Klapfer (Eisenerz, 25 dicembre 1985) è un combinatista nordico austriaco.

## Biografia
In Coppa del Mondo di combinata nordica ha esordito il 30 gennaio 2005 a Sapporo (26°), ha ottenuto il primo podio il 3 gennaio 2009 a Schonach (3°) e la prima vittoria il 4 gennaio 2015 nella medesima località.
In carriera ha partecipato a due edizioni dei Giochi olimpici invernali: Soči 2014 (19º nel trampolino normale, 15º nel trampolino lungo, 3º nella gara a squadre) e  Pyeongchang 2018, dove ha ottenuto il bronzo nella gara dal trampolino normale e nella gara a squadre e si è classificato 9º nel trampolino lungo, e a cinque dei Campionati mondiali, vincendo due medaglie.

## Palmarès

### Olimpiadi
- 3 medaglie:
  - 3 bronzi (gara a squadre a Soči 2014, Trampolino normale, gara a squadre a Pyeongchang 2018)

### Mondiali
- 2 medaglie:
  - 2 bronzi (gara a squadre dal trampolino normale a Seefeld in Tirol 2019; gara a squadre dal trampolino normale a Oberstdorf 2021)

### Mondiali juniores
- 1 medaglia:
  - 1 bronzo (gara a squadre a Stryn 2004)

### Coppa del Mondo
- Miglior piazzamento in classifica generale: 9º nel 2016
- 11 podi (6 individuali, 5 a squadre):
  - 1 vittoria (individuale)
  - 3 secondi posti (2 individuali, 1 a squadre)
  - 7 terzi posti (3 individuali, 4 a squadre)

#### Coppa del Mondo - vittorie
| Data           | Località | Nazione  | Trampolino              | Spec.       |
| -------------- | -------- | -------- | ----------------------- | ----------- |
| 5 gennaio 2015 | Schonach | Germania | Langenwaldschanze HS106 | IN NH/10 km |

Legenda:

IN = individuale Gundersen

NH = trampolino normale

### Campionati austriaci
- 4 medaglie[1]:
  - 3 argenti (individuale nel 2007; sprint nel 2009; sprint nel 2012)
  - 1 bronzo (partenza in linea nel 2009)